# Барга
Барга (итал. Barga) је насеље у Италији у округу Лука, региону Тоскана.
Према процени из 2011. у насељу је живело 3255 становника. Насеље се налази на надморској висини од 347 м.

## Становништво
| 1931.  | 1936.  | 1951.  | 1961.  | 1971.  | 1981.  | 1991.  | 2001.  | 2011.  |
| ------ | ------ | ------ | ------ | ------ | ------ | ------ | ------ | ------ |
| 11.029 | 11.708 | 11.770 | 11.062 | 10.959 | 10.835 | 10.201 | 10.018 | 10.125 |